# Folkomröstningen om pensionsfrågan i Sverige 1957

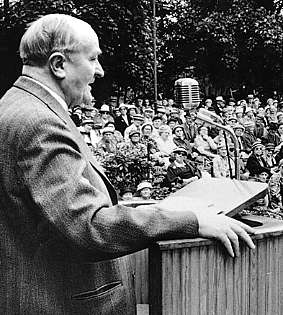
Gustav Möller talar om pensionsfrågan vid ett pensionärsmöte på Skansen i Stockholm 12 juli 1957, några månader före ATP-omröstningen.

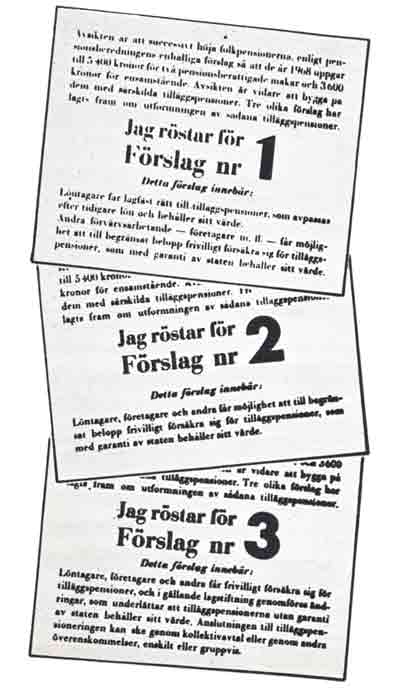
Valsedlarna

Folkomröstningen i pensionsfrågan var en folkomröstning som hölls i Sverige 1957 gällande pensionssystemet. Den 13 oktober 1957 hölls en rådgivande folkomröstning om pensionsfrågan. I omröstningen fanns tre alternativ där linje 1 förespråkade en allmän och obligatorisk tjänstepension, linje 2 frivillig tilläggspension och höjd folkpension samt linje 3, tjänstepension genomförd av arbetsmarknadens parter. Socialdemokraterna och Sveriges kommunistiska parti stödde linje 1, Centerpartiet linje 2 och Folkpartiet och Högerpartiet linje 3.

## Resultat
Folkomröstningen fick följande resultat:
- Linje 1 - 45,8 procent
- Linje 2 - 15,0 procent
- Linje 3 - 35,3 procent
- Blankröster - 3,9 procent

Valdeltagandet var 72.4 procent.

## Valsedlar
De olika alternativens valsedlar var formulerade sålunda:
- Linje 1: Löntagare får lagfäst rätt till tilläggspension, som avpassas efter tidigare lön och behåller sitt värde. Andra förvärvsarbetande - företagare m.fl. - får möjlighet att till begränsat belopp frivilligt försäkra sig för tilläggspensioner, som med garanti av staten behåller sitt värde.
- Linje 2: Löntagare, företagare och andra får möjlighet att till begränsat belopp frivilligt försäkra sig för tilläggspensioner, som med garanti av staten behåller sitt värde.
- Linje 3: Löntagare, företagare och andra får frivilligt försäkra sig för tilläggspensioner, och i gällande lagstiftning genomföres ändringar, som underlättar att tilläggspensionerna utan garanti av staten behåller sitt värde. Anslutningen till tilläggspensioneringen kan ske genom kollektivavtal eller genom andra överenskommelser, enskilt eller gruppvis.

SAP hävdade att deras, SKP:s och LO:s linje (obligatorisk och lagfäst tjänstepensionering) vunnit, eftersom den fått flest procent av rösterna. Centerpartiets linje (frivillig tjänstepensionering) och Högerpartiets, Folkpartiets och näringslivets linje (tjänstepensionering genom avtal) fick 50% tillsammans. De borgerliga partierna menade, att linje 2 och 3 (som är mycket lika) vunnit sammanlagt, men det blev ändå linje 1, som man lagstiftade om.

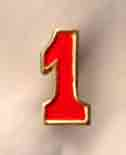
Rockmärke för linje 1

## Folkomröstningens efterspel
Med argumentet att deras linje hade fått flest röster, drev socialdemokraterna efter folkomröstningen igenom införandet av allmän tilläggspension (ATP), trots att majoriteten för förslaget inte hade varit absolut. Centerpartiet lämnade därför regeringen, varpå Folkpartiet och Högerpartiet försökte få centerpartisterna att medverka till ett regeringsskifte med Bertil Ohlin (fp) som ny statsminister. Centerpartisterna var emellertid inte benägna att gå direkt från ett samarbete med socialdemokraterna till att stödja en borgerlig regering, varför Tage Erlander (s) kunde fortsätta som statsminister för en enpartiregering i minoritet.